# Thodoros Maragos
Thodoros Maragos o Marangos (grec: Θόδωρος Μαραγκός; Filiatra, 1944) és un director de cinema grec. El seu treball abasta cinema, televisió i documentals.
És conegut sobretot per la seva pel·lícula Mathe paidi mou grammata (Μάθε παιδί μου γράμματα), una sàtira sobre el feixisme i una de les millors pel·lícules anti-Junta de tots els temps. Va guanyar quatre premis al 14ns Festival Internacional de Cinema de Tessalònica (del 24 al 30 de setembre de 1973) per la seva pel·lícula Lábete théseis (Λάβετε θέσεις). El seu gran èxit de taquilla, la pel·lícula de 1981 Mathe paidi mou grammata, també va guanyar quatre premis al 22è Festival de Tessalònica (del 5 a l'11 d'octubre de 1981).

## Filmografia
- 2008 Isobites
- 2005 Black μπεε... (documental)
- 2004 Ο Θεός είναι αόρατος γιατί είναι μικροσκοπικός (documental)
- 1994 Ο Δραπέτης του Φεγγαριού
- 1991 Polytehneio (documental)
- 1989-1990 Emmones Idees (TV Series)
- 1984 Ti ehoun na doun ta matia mou[5]
- 1981 Mathe paidi mou grammata[6]
- 1980 Thanasi, sfixe ki allo to zonari[7]
- 1978 Apo pou pane gia ti havouza
- 1977 Ergatiki kokkini Protomagia 77 (curt documental)
- 1975 Ο Αγώνας (documental)
- 1973  Λάβετε θέσεις
- 1971 'Sssst (curt)
- 1971 Oikopedo (curt)
- 1969 Tsouf (curt)

## Novel·lista
El mestre d'Arcàdia i el TALOS segle XXI (Ο ΔΑΣΚΑΛΟΣ ΤΗΣ ΑΡΚΑΔΙΑΣ ΚΑΙ Ο «ΤΑΛΩΣ 21ος ΑΙΩΝΑΣ») Març de 2023